# Julia Fordham
Julia Fordham (Portsmouth, 10 agosto 1962) è una cantautrice britannica.

## Biografia
Julia Fordham ha iniziato la sua carriera, sotto il nome di Jules Fordham, come corista di Mari Wilson e Kim Wilde. Nel 1988 ha pubblicato il suo album di debutto eponimo, che ha raggiunto la 20ª posizione della Official Albums Chart e la 24ª nella Billboard 200, venendo certificato disco d'oro in madrepatria. È stato promosso dai singoli The Comfort of Stranger e Happy Ever After, arrivati alla 89ª e alla 27ª posizione della Official Singles Chart. Il secondo disco Porcelain ha sancito il piazzamento più alto raggiunto dalla cantante in madrepatria, alla numero 13, venendo certificato disco d'argento mentre in quella dei singoli Love Moves (In Mysterious Ways), incluso nel film Amore e magia, si è spinto fino alla 19 nel 1992. Dopo aver piazzato altri due dischi nella top forty nazionale, ha continuato ad esibirsi dal vivo negli anni 90 e 2000. Tra il 2018 e il 2019 ha cantato nel tour Woman to Woman con le colleghe Beverley Craven e Judie Tzuke; un album con lo stesso nome ha segnato il suo primo ingresso in classifica da oltre vent'anni, raggiungendo il 42º posto.

## Discografia

### Album in studio
- 1988 – Julia Fordham
- 1989 – Porcelain
- 1991 – Swept
- 1994 – Falling Forward
- 1997 – East West
- 2002 – Concrete Love
- 2004 – That's Life
- 2008 – China Blue
- 2010 – Unusual Suspects (con Paul Reiser)
- 2013 – Under the Rainbow
- 2014 – Language of Love
- 2016 – Mixed, Shaken & Stirred
- 2018 – Woman to Woman (con Beverley Craven e Judie Tzuke)
- 2019 – Magic

### Album dal vivo
- 2005 – That's Live
- 2016 – Live & Untouched

### Raccolte
- 2018 – The Julia Fordham Collection

### EP
- 2006 – Baby Love

### Singoli
- 1983 – Friends / Friendship
- 1988 – The Comfort of Strangers
- 1988 – Happy Ever After
- 1988 – Woman of the 80s
- 1989 – Where Does the Time Go?
- 1989 – Lock and Key
- 1989 – Genius
- 1990 – Girlfriend / Manhattan Skyline
- 1991 – I Thought It Was You
- 1992 – (Love Moves in) Mysterious Ways
- 1994 – Different Time Different Place
- 1994 – I Can't Help Myself
- 1995 – Hope Prayer and Time
- 2002 – Wake Up with You
- 2003 – Nothing I Wouldn't Do
- 2004 – Kid Gloves
- 2010 – Unsung Hero (con Paul Reiser)
- 2010 – Have Yourself a Merry Little Christmas
- 2011 – Red Silk Dress
- 2011 – You Left Me for Dead
- 2011 – Christmas in London
- 2015 – Got Your Back